# Palagonia
Palagonia település Olaszországban, Szicília régióban, Catania megyében. Lakosainak száma 15 784 fő (2023. január 1.). Palagonia Lentini, Militello in Val di Catania, Mineo és Ramacca községekkel határos.

## Népesség
A település lakossága az elmúlt években az alábbi módon változott:
| Lakosok száma | 16 639 | 16 654 | 15 784 |
|               | 2017   | 2018   | 2023   |

## Történelem
A település az ókori rómaiak alapították 2500 évvel ezelőtt. A település Szicília egyik híres a citrustermő vidékéhez tartozik, ahol elsősorban vérnarancs termesztéssel foglalkoznak, amiket Európa különböző országaiba exportálnak.